# Метёлкина, Мария Яковлевна
Мария Яковлевна Метёлкина (1927―2001) ― советская, бурятская художница, Заслуженный деятель искусств Бурятской АССР, Народный художник Бурятской АССР, член Союза художников СССР.

## Биография
Родилась 28 августа 1927 года в селе Подлопатки Мухоршибирского района Бурятской АССР.
Рисованием увлеклась ещё в детские годы:

Впечатления детских лет навсегда остались в памяти: прямая широкая улица с садами дикой акации и черемухи, простор начинающихся к югу от села степей и бурливый Хилок, впадающий в стремительную Селенгу, а кругом сопки, покрытые кустами багульника и высокими уходящими в небо соснами. Все это не раз отзовется в ее картинах.

С шести лет она пристрастилась к рисованию. По воспоминаниям двоюродного брата Метелкина Георгия Агафоновича в детстве она часто убегала в поле, лес, на речку и рисовала на песке. По его словам «Стены дома юной художницы были увешаны ее рисунками». А когда пошла в школу, учитель рисования И.М.Кальсин, обративший внимание на ее склонности, всячески поощрял их— 
.
После завершения учёбы в средней школе в 1944 году поступила в Иркутское художественное училище, которое окончила в 1948 году. В училище занималась в мастерской преподавателя А.П. Жибинова.
С 1948 года является постоянным участником республиканских, зональных, российских, всесоюзных, международных выставок, в том числе персональных в Республиканском художественном музее имени Цыренжапа Сампилова (в 1975, 1982 и 1989 годах, Улан-Удэ), в Иркутском областном художественном музее имени Владимира Сукачёва, в Северобайкальской картинной галерее (1982-1983).
В 1954 году, выйдя замуж, Мария Метёлкина уезжает в ГДР по месту службы мужа-офицера, где она проживала на протяжении пяти лет. Много раз посещала Дрезденскую картинную галерею, художественные салоны Лейпцига, Берлина, Франкфурта-на-Одере и многих других городов.
В 1968 году стала членом Союза художников СССР.
Мария Яковлевна Метёлкина является автором таких живописных работ, как: «Натюрморт с рябиной» (1956 год), «Омуль на рожне» (1960), «Подсолнухи» (1961), «Новая Зауда» (1963), «Натюрморт с яблоками» (1966), «Цветущая Бурятия» (1969), «Золото Сибири» (1970), «Сурхарбан» (1973), «Письма отца с фронта» (1980).
Её произведения находятся в Художественном музее имени Цыренжапа Сампилова, в Кяхтинском краеведческом музее имени Владимира Обручева и в частных коллекциях.
Творчество Метёлкиной было высоко отмечено: ей были присвоены почётные звания «Заслуженный деятель искусств Бурятской АССР», «Народный художник Бурятской АССР».
Умерла в 26 мая 2001 года в Улан-Удэ.